# Vågmästaregården, Åmål
Vågmästaregården är en borgargård i kvarteret Vågmästaregården vid Mellanbrogatan 2/Kyrkogatan 14 i Åmål. Byggnaden, som uppfördes omkring 1715, är byggnadsminne sedan den 17 april 1978.

## Historia
Kvarteret anlades vid stadens grundläggning på 1640-talet.
Vågmästaregårdens huvudbyggnad är Åmåls äldsta bevarade hus från 1715 och uppfördes av borgmästaren Anders Åberg. Huset skonades vid stadsbranden 1777. Kring 1800-talets mitt byggdes två timrade flyglar mot norr. Den västra flygeln är byggd i direkt anslutning till huvudbyggnaden och har inrymt domstolslokaler och kansli. Numera inrymmer den bostäder. Den fristående östra längan var från början ladugård, men är idag ombyggd till kontorslokaler. Gården har fått sitt namn efter den siste vågmästaren vid stadens järnvåg, Petter Larsson som ägde fastigheterna vid mitten av 1800-talet.
Arvprinsen Fredrik av Hessen, senare kung Fredrik I, bodde tillsammans hustrun Ulrika Eleonora på Vågmästaregården under fyra veckor i mars 1716, sedan han fått en skottskada vid norska gränsen.

## Beskrivning

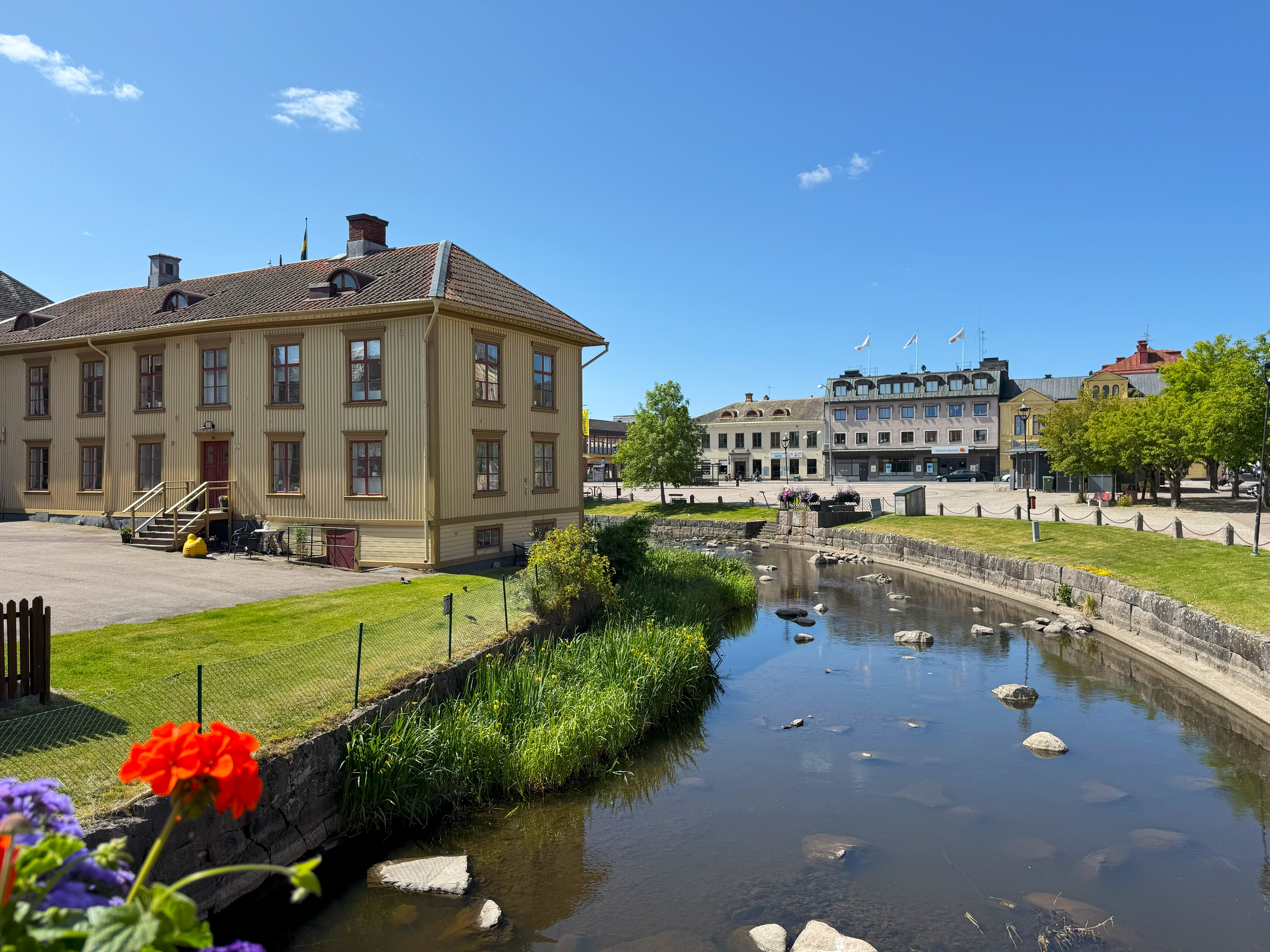
Vågmästaregårdens västra flygel vid Åmålsån.

Vågmästaregården ligger i nordvästra delen av stadsdelen Plantaget i centrala Åmål, där den kringflyts av Åmålsån där denna kröker av österut en sista gång före utloppet i hamnen. Mot öster och söder avgränsas gården av Kyrkogatan respektive Mellanbrogatan. Längs Mellanbrogatan ligger huvudbyggnaden ifrån 1715, ett panelklätt timmerhus i två våningar som kännetecknas av sitt branta, valmade skiffertak, närmast gatan finns ett trästaket, nytillverkat efter en äldre förlaga. Mot nordväst har två flyglar tillkommit vid mitten av 1800-talet, den västra är hopbyggd med huvudbyggnaden och vänder sin västra långsida mot en trädgård med gräsmatta och planteringar. Den östra är fristående och placerad utmed Kyrkogatan. Båda är panelklädda timmerhus i två våningar med valmade tegeltak. Mellan flyglarna finns en asfalterad gårdsplan.
Kring 1800-talets mitt byggdes de två flyglarna mot norr. Den fristående östra längan var från början ladugård, under senare delen av 1900-talet har den fungerat som förråd men är nu ombyggd till kontorslokaler. Den påkostade entrén mot Kyrkogatan med klassicerande portomfattning antyder en större ombyggnad, troligen runt 1920-talet, och att användningen som ladugård ligger längre tillbaka i tiden än så.
Den västra flygeln är byggd i direkt anslutning till huvudbyggnaden och har inrymt domstolslokaler och kansli. Under senare delen av 1900-talet har den inrymt både bostäder och kontor, men är numera enbart ett bostadshus med fyra lägenheter.

### Huvudbyggnaden
Den herrgårdsliknande huvudbyggnaden har två våningar och är byggd av timmer med utknut. Grunden är av släthuggen sten som putsats på den södra fasaden mot parken. Fasaderna är klädda med locklistpanel och målade i gulbeige kulör med dörr- och fönsterfoder och knutlådor i en mörkare ton. Fönster och dörrar är rödbruna. Knutlådorna har formen av släta pilastrar med enkla kapitäl i anslutning till den ganska enkla takfoten. Det branta valmtaket är täckt med skiffer. Under 1800-talet byggdes den nuvarande entrén med balkong på sydfasaden, denna har en parspegeldörr med glasad överdel med diagonal spröjsning, dörren och korspostfönstren har tillverkats på senare tid men i ett utförande för att passa den äldre byggnaden. På baksidan mot gården finns en entré med en äldre bevarad parspegeldörr med överljusfönster.
Huset är inrett med fyra lägenheter, en del äldre inredning finns kvar, bland annat pärlspontpanel i trapphusets tak.

### Västra flygeln
Västra flygelbyggnaden har två våningar och är byggd av timmer med sockel av putsad sten. Fasaderna är klädda med locklistpanel och målade i en beige kulör med dörr- och fönsterfoder i en mörkare ton. Dörrar och fönster är rödbruna. Bottenvåningen har tvåluftsfönster med tre rutor per båge, övervåningen har korspostfönster med två rutor per båge i den nedre fönsterluften. Flygeln har endast en ytterdörr mot gården, bestående av en parspegeldörr med glasad övre del. En trätrappa förbinder ytterdörren med marken. Taket är valmat, men betydligt flackare än huvudbyggnadens, och till skillnad från dennas skiffertak är västra flygeln täckt med tvåkupigt tegel.
Den västra flygeln har inrymt domstolslokaler och kansli men är nu ombyggd till fyra hyreslägenheter. En del äldre fast inredning finns kvar; lister och dörrar med foder, pärlspontpanel i trapphuset samt en väggfast skåpinredning, som troligen är från omkring 1920-talet.

### Östra flygeln
Den östra flygelbyggnaden är byggd i två våningar av timmer med slätknut på en sockel av granit. Fasaderna är klädda med lockpanel och målade i en beige kulör med dörr- och fönsterfoder i samma ton. Dörrar och fönster är rödbruna. Bottenvåningen har tvåluftsfönster med tre rutor per båge, övervåningen har mindre tvåluftsfönster med två rutor per båge. Flygeln har en huvudentré mot Kyrkogatan med panelklädd ytterdörr med glasad överdel från omkring mitten av 1900-talet, dörromfattning i klassicerande stil med släta pilastrar som bär ett dörröverstycke med tandsnittsfris. Mot gården finns två enklare entréer, den södra med ett enkelt skärmtak. I anslutning till dessa finns trappsteg av kalksten, ytterdörrarna är rödbruna och panelklädda i fiskbensmönster. Taket är valmat, men betydligt flackare än huvudbyggnadens, och täckt med enkupigt tegel.
Den östra flygeln är idag ombyggd till kontorslokaler med litet kvar av äldre inredning.